# Артакшил
Артакшил (каз. Артақшыл) — аул в Шербакульском районе Омской области России. Входит в состав Изюмовского сельского поселения. Население 372 чел. (2010), большинство (98 %, 2002 г.) — казахи .

## История
В соответствии с Законом Омской области от 30 июля 2004 года № 548-ОЗ «О границах и статусе муниципальных образований Омской области» аул вошёл в состав образованного муниципального образования «Изюмовское сельское поселение».

## География
Артакшил находится в юго-западной части Омской области, в пределах Ишимской равнины, являющейся частью Западно-Сибирской равнины, вблизи урочищ Жалтыр, Айбас, Новый Турсун, Мукор, Малый Боранкуль, Акик.

## Население
| 2010 |
| ---- |
| 372  |

Гендерный состав
По данным Всероссийской переписи населения 2010 года в гендерной структуре населения из 372 человек мужчин — 199, женщин — 173 (53,5 и 46,5 % соответственно)
Национальный состав
Согласно результатам переписи 2002 года, в национальной структуре населения казахи составляли 98 % от общей численности населения в 487 чел..

## Инфраструктура
Личное подсобное хозяйство, животноводство.

## Транспорт
Подъездная дорога «Марьяновка — Шербакуль» — Артакшил (идентификационный номер 52 ОП МЗ Н-590) длиной 1,81 км..
Просёлочные дороги.